# Amtsgericht Falkenberg i. Lothr.
Das Amtsgericht Falkenberg i. Lothr. (Amtsgericht Falkenberg in Lothringen) war ein deutsches Amtsgericht mit Sitz in Falkenberg i. Lothr. in den Jahren 1879 bis 1918.

## Geschichte
Falkenberg i. Lothr. war Sitz eines französischen Friedensgerichts. Nach der Abtretung Elsass-Lothringens im Frieden von Frankfurt an das Deutsche Reich 1871 wurde die Gerichtsstruktur mit dem Gesetz, betreffend Abänderung der Gerichtsverfassung vom 14. Juli 1871 und der Ausführungsbestimmung hierzu vom gleichen Tag neu geregelt. Dabei wurden die Friedensgerichte beibehalten.
Im Rahmen der Reichsjustizgesetze wurden 1879 die Friedensgerichte im Reichsland Elsass-Lothringen aufgehoben und Amtsgerichte gebildet. Das Amtsgericht Falkenberg i. Lothr. war dem Landgericht Saargemünd nachgeordnet.
Am Gericht bestand 1880 eine Richterstelle. Das Amtsgericht war ein kleines Amtsgericht im Landgerichtsbezirk.
Der Gerichtsbezirk umfasste 1895 den Kanton Falkenberg i. Lothr. mit 245 Quadratkilometern und 12.661 Einwohnern und 32 Gemeinden.
Mit der Verordnung über den Sitz und die Bezirke der Amtsgerichte vom 3. April 1909 gingen die Gemeinden Adaincourt, Han an der Nied, Vittoncourt und Wallersberg aus dem Sprengel des Amtsgerichts Falkenberg i. Lothr. in den Sprengel des Amtsgericht Rémilly über. Gleichzeitig gingen die Gemeinden Buschdorf und Geßlingen aus dem Sprengel des Amtsgerichts Großtänchen in den Sprengel des Amtsgerichts Falkenberg i. Lothr. über.
Nach der Abtretung Elsass-Lothringens an Frankreich nach dem Ersten Weltkrieg wurde das Amtsgericht Falkenberg i. Lothr. als „Tribunal cantonal Faulquemont“ weitergeführt. Im Zweiten Weltkrieg wurde 1940 von der deutschen Besatzungsmacht die vorgefundene Gerichtsstruktur unter Verwendung deutscher Ortsnamen und Behördenbezeichnungen, hier also wieder als Amtsgericht Falkenberg i. Lothr., fortgeführt.